# Фалло, Этьен-Луи Артюр
 Этье́н-Луи́ Артю́р Фалло́ (фр. Étienne-Louis Arthur Fallot; 1850—1911) — французский врач. В 1867 году поступил в медицинскую школу Монпелье. После окончания института работал в Марселе, затем написал докторскую диссертацию, посвященную пневмотораксу. В 1888 году стал профессором гигиены и судебной медицины в Марселе. Подробно описал четыре анатомические аномалии, образующие так называемый синий порок сердца (тетраду Фалло).